# Медиу-Меарин (микрорегион)

Медиу-Меарин на карте.

Медиу-Меари́н (порт. Microrregião do Médio Mearim) — микрорегион в Бразилии, входит в штат Мараньян. Составная часть мезорегиона Центр штата Мараньян. Население составляет 411 976 человек (на 2010 год). Площадь — 11 005,357 км². Плотность населения — 37,43 чел./км². Название отсылает к реке Меарин, на которой он стоит.

## Демография
Согласно сведениям, собранным в ходе переписи 2010 г. Национальным институтом географии и статистики (IBGE), население микрорегиона составляет:
| Полное население                             | Полное население                             | Полное население                             | Полное население                             | 411 976 |
| -------------------------------------------- | -------------------------------------------- | -------------------------------------------- | -------------------------------------------- | ------- |
| в том числе:                                 | Городское население                          | 251 757                                      | Процент городского населения, %              | 61,11   |
|                                              | Сельское население                           | 160 219                                      | Процент сельского населения, %               | 38,89   |
|                                              | Мужское население                            | 202 547                                      | Процент мужского населения, %                | 49,16   |
|                                              | Женское население                            | 209 429                                      | Процент женского населения, %                | 50,84   |
| Плотность населения, чел/км²                 | Плотность населения, чел/км²                 | Плотность населения, чел/км²                 | Плотность населения, чел/км²                 | 37,43   |
| Население микрорегиона в % к населению штата | Население микрорегиона в % к населению штата | Население микрорегиона в % к населению штата | Население микрорегиона в % к населению штата | 6,27    |

## Статистика
- Валовой внутренний продукт на 2003 год составляет 594 238 809,00 реалов (данные: Бразильский институт географии и статистики).
- Валовой внутренний продукт на душу населения на 2003 год составляет 1468,05 реалов (данные: Бразильский институт географии и статистики).
- Индекс развития человеческого потенциала на 2000 год составляет 0,588 (данные: Программа развития ООН).

## Состав микрорегиона
В составе микрорегиона включены следующие муниципалитеты:
1. Бакабал
2. Бернарду-ду-Меарин
3. Бон-Лугар
4. Эсперантинополис
5. Игарапе-Гранди
6. Лагу-Верди
7. Лагу-ду-Жунку
8. Лагу-дус-Родригис
9. Лима-Кампус
10. Олью-д’Агуа-дас-Куньянс
11. Педрейрас
12. Пиу-XII
13. Посан-ди-Педрас
14. Санту-Антониу-дус-Лопис
15. Сатубинья
16. Сан-Луис-Гонзага-ду-Мараньян
17. Сан-Матеус-ду-Мараньян
18. Сан-Раймунду-ду-Дока-Безерра
19. Сан-Роберту
20. Тризидела-ду-Вали